# Macrohomotoma apsylloides
Macrohomotoma apsylloides är en insektsart som först beskrevs av Crawford 1919.  Macrohomotoma apsylloides ingår i släktet Macrohomotoma och familjen Homotomidae. Inga underarter finns listade i Catalogue of Life.